# Сидоренко Михайло Дмитрович
Миха́йло Дми́трович Сидоре́нко  (* 16 листопада 1859, Одеса — † 28 березня 1927, Одеса) — український геолог, петрограф і мінералог, професор. 

## Біографія
М. Д. Сидоренко народився 16 листопада 1859 року в Одесі. 
В 1886 році закінчив природниче відділення фізико-математичного факультету Новоросійського університету. Після захисту магістерської науково-дослідницької роботи «Геологічні дослідження Інгулецько-Дніпровського межиріччя» здобув звання кандидата природничих наук.  
До 1890 року завідував рудокопальними партіями на заводах Житомирщини. З 1895 року працював на посадах лаборанта мінералогічного кабінету та приват-доцента Новоросійського університету.
У 1903 році удосконалював теоретичні знання при Віденському університеті. З 1907 року обіймав посаду екстраординарного професора кафедри мінералогії Новоросійського університету, а з 1913 року виконував обов’язки декана фізико-математичного факультету.
В 1904 році у Київському університеті захистив дисертацію «Опис деяких мінералів і гірських порід із гіпсового родовища Хотинського повіту Бессарабської губернії».
У 1904 – 1920 роках читав курс з мінералогії студентам медичного факультету Новоросійського університету, а потім студентам Одеського медичного інституту. В 1921 – 1923 роках обіймав посади професора та декана загального факультету Одеського сільськогосподарського інституту.
В 1923 – 1927 роках читав курс з мінералогії та неорганічної хімії студентам факультету соціального виховання Одеського інституту народної освіти. 
Помер 28 березня 1927 року в Одесі.

## Наукова діяльність
Є автором 47 наукових робіт з кристалографії та петрографії. Вперше в Україні використав петрографічний метод із метою вивчення тривалих донних та прибережних копалин – мулу та піску.

###### Праці
Петрографическое исследование лесса и красной глины, добытых из буровой скважины на опытном поле Одесского общества сельского хозяйства/ М. Д. Сидоренко. Одесса, 1895.
Курс минералогии, читанный студентам Одесского высшего сельскохозяйственного института/ М. Д. Сидоренко. Одесса, 1918.
Був співробітник російсько-українського словника Уманця і Спілки.

## Особисте життя
У 1893 р.  одружився із Маргаритою Комаровою, приятелькою Лесі Українки, дочкою відомого громадського діяча Одеси Михайло Комарова. Мав доньку Людмилу.